# باينسفيل (ليبيريا)
باينسفيل (أحيانا باينسوارد) هي مدينة شرق مونروفيا، ليبيريا. وهي أكبر جغرافيا من مدينة مونروفيا وتتوسع شرقا على طول طريق روبرتسفيلد السريع وباتجاه الشمال الشرقي وراء سوق الضوء الأحمر، وهو أحد أكبر مناطق الأسواق في ليبريا.. غالبا ما تعتبر باينسفيل جزءا من منطقة مونروفيا الكبرى. كان موقع باينسفيل أوميغا الارسال, أعلى هيكل في أفريقيا ، حتى هدم البرج في عام 2011. يقع نظام إذاعة ليبيريا أيضا في باينسفيل. يقع مقر الاتحاد الليبيري للجودو في باينسفيل.

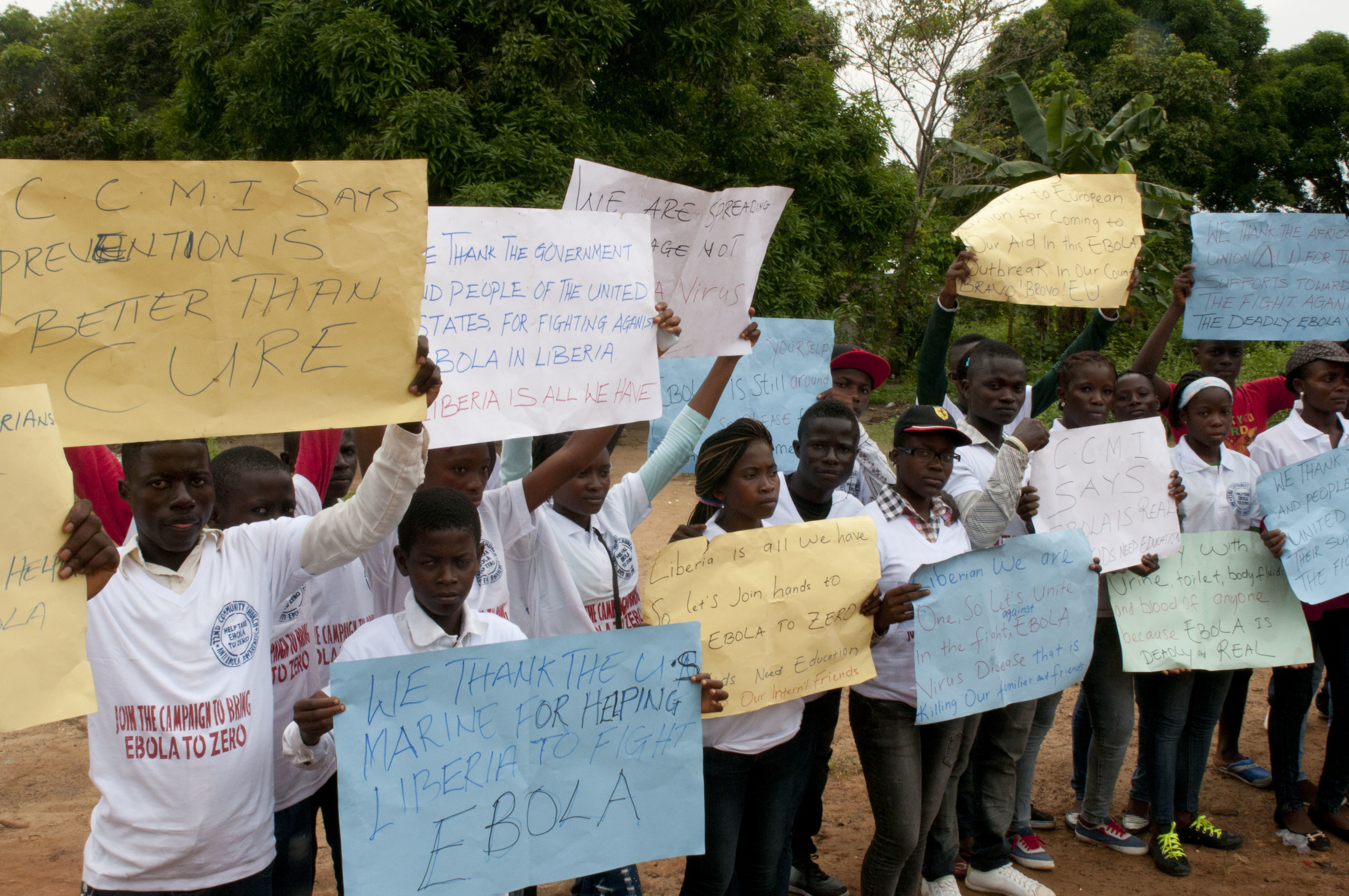
الشباب في باينسفيل يحملون لافتات تشكر الأمريكيين على مساعدتهم خلال وباء فيروس إيبولا في غرب أفريقيا 2014-15